# 奥鲁罗
奥鲁罗（西班牙語：Oruro，西班牙語發音：[oˈɾuɾo]）位于玻利维亚西部，海拔3,710米，是奥鲁罗省的省会，也是天主教奧魯羅教區主教座堂所在地。人口约248,000（2000年）。當地海拔约3,709米。它是玻利维亚人口第五多城市。
奥鲁罗狂欢节于2008年列入联合国教科文组织人类非物质文化遗产代表作名录。